# Cleșnești
Cleșnești – wieś w Rumunii, w okręgu Gorj, w gminie Glogova. W 2011 roku liczyła 198 mieszkańców.